# René Frank (Komponist, 1910)
René Frank (* 16. Februar 1910; † 21. März 1965) war deutsch-elsässischer Pianist und Komponist jüdischer Abstammung.

## Leben
Der im Elsass als Kind jüdischer Eltern geborene René Frank – die Mutter war Pianistin und Sängerin – begann mit 13 Jahren zu komponieren und erhielt ersten Unterricht von Rudolph Fetsch (Klavier) und bei Nicolai Lopatnikoff, Hermann Reutter und Wolfgang Fortner in Komposition. Er besuchte die Oberrealschule in Pforzheim und musste mit seiner Familie Deutschland 1935 verlassen.
Frank emigrierte zunächst nach Yokohama (Japan) und arbeitete dort bei einer Schweizer Exportfirma. Inzwischen mit einer Nichtjüdin verheiratet und 1942 von einer göttlichen „Erleuchtung“ in religiöse Verwirrung gestürzt, konvertierte Frank und beschloss, sein Leben als Komponist und Musiker weiterzuführen. In Kōbe (Japan) ließen er und seine Frau sich nieder, wo er Klavierunterricht erteilte und kontinuierlich zu komponieren begann. Durch zweimaligen Wohnungsbrand bedingt, ist sein Schaffen mit wenigen Ausnahmen erst ab 1946 erhalten.
1947 übersiedelte die Familie Frank in die USA, zunächst nach Philadelphia und im Herbst 1951 nach Fort Wayne, Indiana, wo Frank zunächst Musik studierte und 1953 bzw. 1956 abschloss.

## Stil und Werke
Als Komponist wandte sich Frank hauptsächlich christlichen Themen zu, schrieb unter etwa 60 Opus-Nummern auch einige klavierbegleitete Sonaten für Streicher, ein Streichquartett und eine Sinfonie „Passion“ (op.38; 1955–56). Ab 1954 unterrichtete er am christlich orientierten Fort Wayne Campus der dortigen Taylor University. Er starb 1965. Über Franks musikalischen Stil bemerkt sein Professor an der Indiana University, Dr. Bernhard Heiden (zitiert nach Jackish): „Der größte stilistische Einfluss auf seine Arbeit übte sicher Paul Hindemith aus, speziell der Hindemith der ‚Gebrauchsmusik‘-Periode; er fand selbst eine einfache und direkte Art des Ausdrucks, technisch nicht sehr kompliziert, klar und unprätentiös.“